# SS–100–X

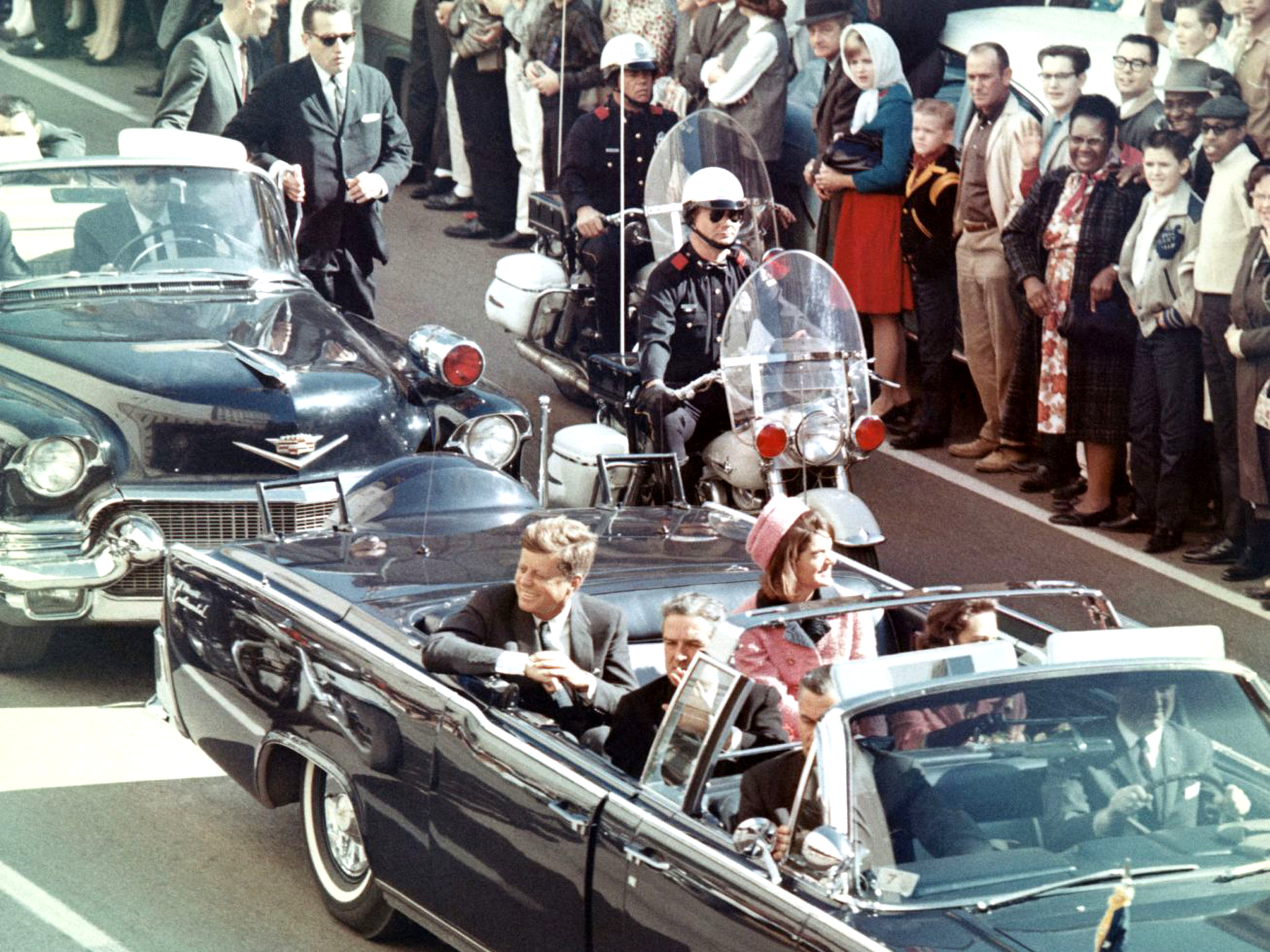
John F. Kennedy és felesége, Jackie a limuzinban, a dallasi Main Streeten, percekkel a merénylet előtt. Előttük foglal helyet John Connally kormányzó és felesége, Nellie.

Az SS–100–X az Amerikai Egyesült Államok titkosszolgálata által használt kódnév volt arra az elnöki limuzinra, mely eredetileg John Fitzgerald Kennedy, az Amerikai Egyesült Államok 35. elnöke számára készült. Kennedy és felesége, Jacqueline ebben a limuzinban utazott 1963. november 22-én, amikor Kennedyt agyonlőtték Dallasban, Texas államban.
A merénylet után a nyitott tetejű autó jelentős páncélozást, golyóálló keménytetőt és fekete fényezést kapott. Lyndon B. Johnson elnök 1967-ig használta a limuzint, mely egészen 1978-ig szolgálatban maradt. Visszavonultatása után a Henry Ford Múzeumba küldték, Dearbornba, Michiganbe.

## Kialakítás és műszaki adatok

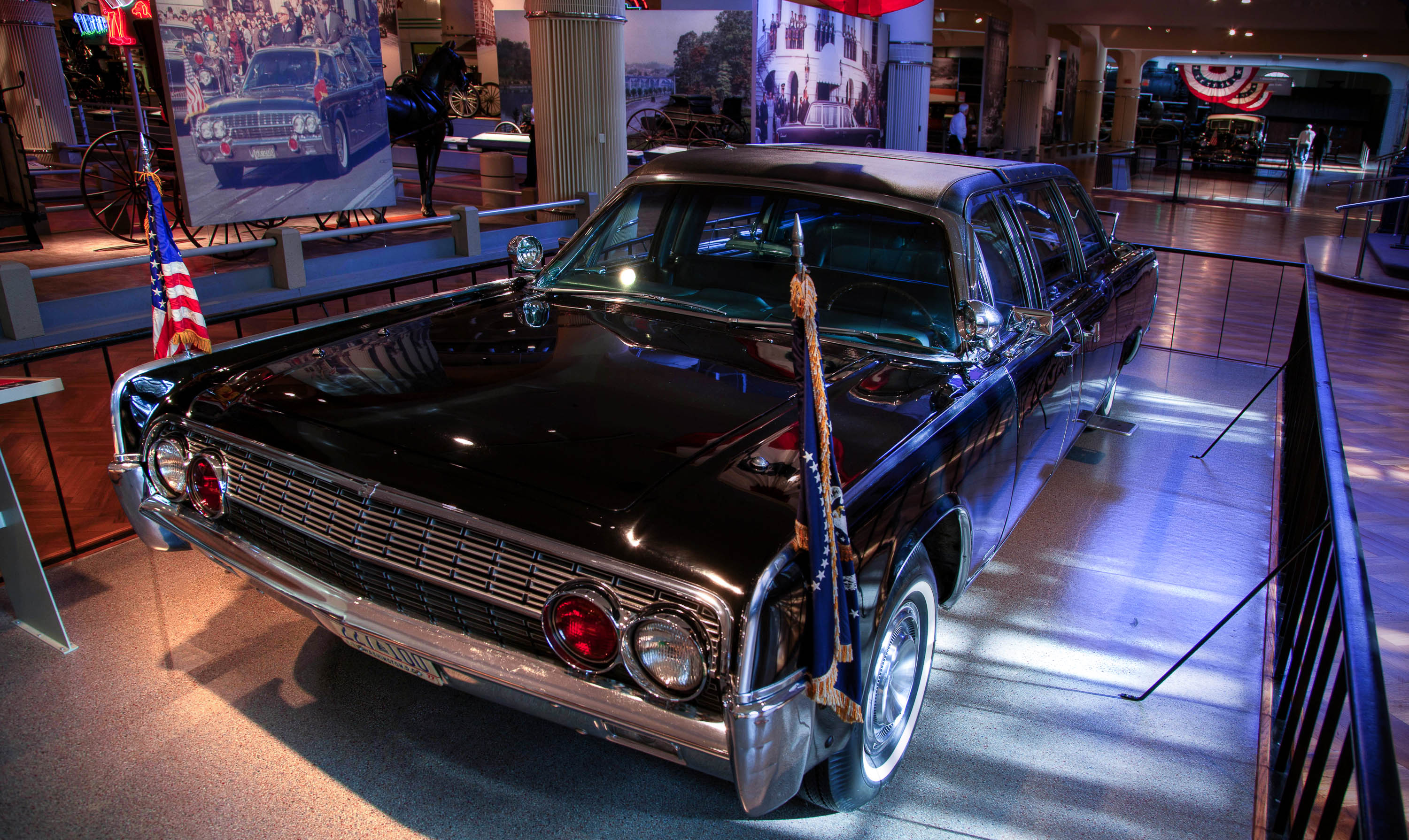
Az SS–100–X a Henry Ford Múzeumban

Az SS–100–X egy hagyományos kabrió karosszériájú Lincoln Continentalként (típuskód: 74A) készült el 1961-ben, a Ford Motor Company Lincoln Motor Company nevű leányvállalatánál, Wixomban, Michiganben. Akkori kereskedelmi ára 7347 amerikai dollár volt, ami 2015-ben 58 277 amerikai dollárnak felelt volna meg az infláció miatt. Az autó ezután a Ford egyik tesztpályájának kísérleti műhelyébe került, ahol az első és hátsó ajtók közötti, valamint a hátsó ajtók mögötti részt összesen 1041 mm-rel meghosszabbították. A jármű alvázát megerősítették, hogy gond nélkül elbírja a méretnövekedéséből adódó plusz súlyt. Ezt követően Cincinnatibe, Ohióba küldték, ahol a Hess & Eisenhardt vállalat újrakárpitozta a belsőterét. Az átalakítás során a kocsi nem kapott golyóálló borítást, és szélvédője is hagyományos, kétrétegű biztonsági üvegből készült, amely bármelyik márkaszervizben beszerezhető volt.
Először 1961. június 15-én szállították le a Lincolnt a Fehér Házhoz. Az autó hossza 6477 mm, tengelytávja 3962 mm, szélessége 1996 mm, 1448 mm, súlya pedig 2365 kg volt. Meghajtásáról egy 350 lóerős Ford MEL-motor gondoskodott. Többféle tető is volt hozzá, az egyik egy összeilleszthető buboréktető volt, fekete borítással, a másik pedig egy keménytető volt, hagyományos hátsó résszel és rozsdamentes acél első résszel, melyek közül egyik sem volt golyóálló. Az autót kétcsatornás rádiótelefonokkal, visszahúzható fellépőkkel és külső kapaszkodókkal szerelték, utóbbiak a titkosszolgálat ügynökeinek munkáját segítették. Bár a karosszéria nem kapott golyóálló betéteket, az egész alvázat és a felfüggesztés minden elemét megerősítették. A hátsó ülések hidraulikusan megemelhetők voltak. A merénylet idején a kocsi elején az 1962-es modellekhez készült sárvédők, lökhárító, motorháztető és hűtőrács volt.
A kocsi tengerészkék fényezést kapott. A rajta elvégzett változtatások összes költsége körülbelül 200 ezer amerikai dollár volt. A jármű a Ford Motor Company tulajdonában volt, a titkosszolgálat évi 500 dollárt fizetett a használatáért.
Az előző elnöki limuzinhoz képest jelentősen jobban manőverezhető volt, ami lehetővé tette, hogy méltóságteljesen forduljon rá az Elm Streetre, ahol az a tankönyvraktár volt, melynek a hatodik emeletéről Lee Harvey Oswald elkövette a merényletet. A titkosszolgálati protokoll pontos betartása esetén az autó nem haladhatott volna ezen az útvonalon, mivel az előírás megtiltotta volna a 120 fokos kanyar bevételét.

### Rendszámtábla
A limuzin Columbia kerületi, GG 300 feliratú rendszámtáblával rendelkezett. 2015 novemberében az autó rendszámtáblái 100 ezer amerikai dollárért keltek el egy árverésen.

## A merénylet előtt

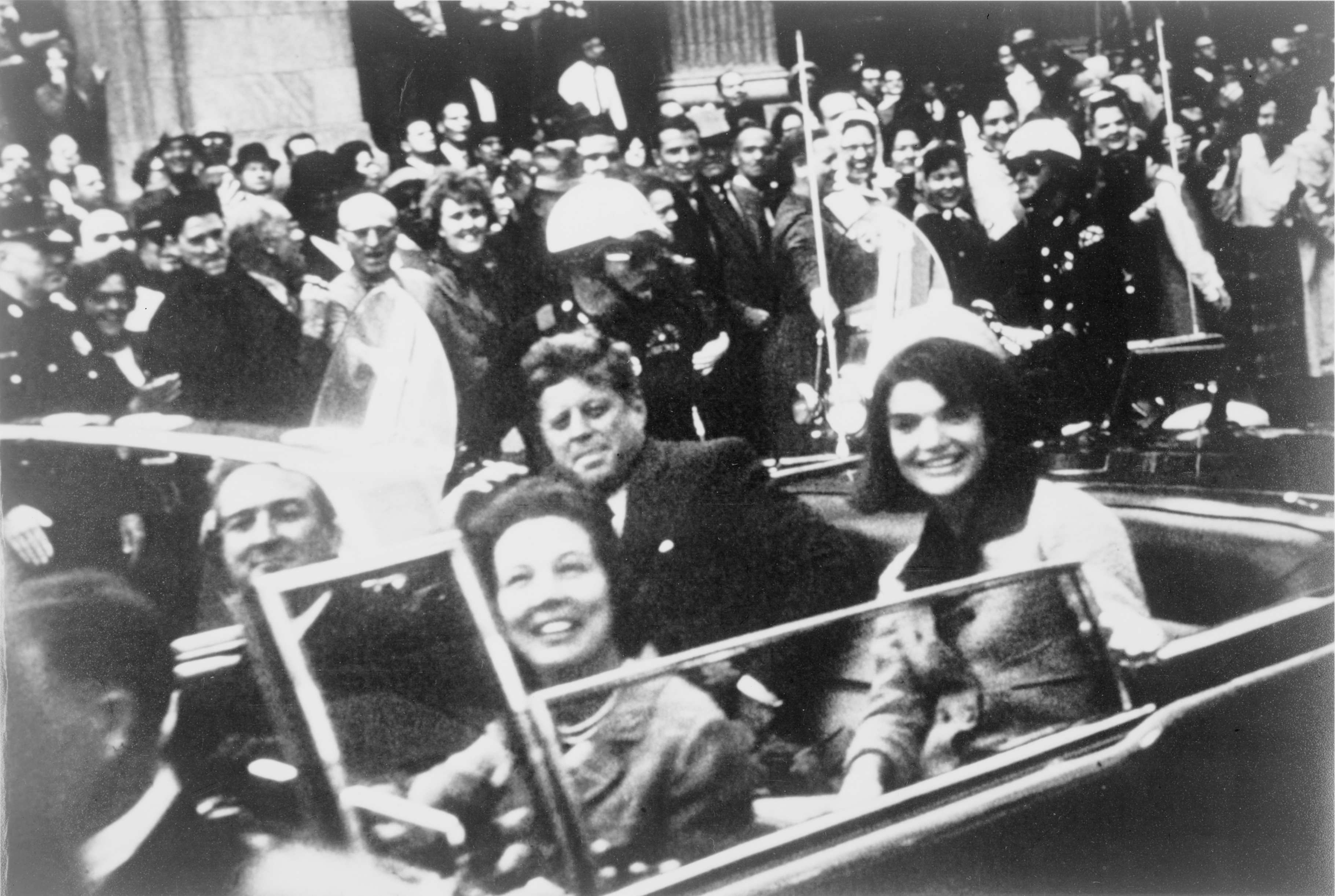
A Kennedy és a Connally házaspár az SS–100–X-ben, másodpercekkel az első lövés eldördülése előtt.

1963. november 21-én az SS–100–X-et egy Fairchild C–123 Provider repülőgép csomagterébe helyezték, majd Thomason kapitány, a 76. szállító repülőszázad egyik pilótája elszállította San Antonióba, majd Dallasba, a Dallas-Love repülőtér repülőtérre, ahol egy mélygarázsban tárolták.

## A merénylet után
Miután 12:30 órakor Kennedyt és John Connally kormányzót is lövések érték az autóban utazva, az SS–100–X a Parkland Memorial Hospital kórházhoz sietett. Időközben felhúzták rá a plexiből készült buboréktetőt és annak fekete textilborítását. 15:30 órakor a limuzint a Dallas Love Field repülőtérre vitték, ahol egy C–130 repülőgép várt rá, ami 20:00 órára a washingtoni Andrews Field légibázisra szállította. A landolás után az autót a Fehér Ház garázsába vitték. A titkosszolgálat és a Szövetségi Nyomozóiroda (FBI) fényképeket készített a belsejéről, bizonyítékok után kutatva, mielőtt kitakarították volna.
1963 decemberének a végén a limuzint visszaküldték a Hess & Eisenhardthoz, ahol teljesen újjáépítették, titánlemezek és golyóálló üveg került bele, valamint egy golyóálló állandó tetőt is kapott. A kerekekbe alumíniumkarimák kerültek, defektállóvá téve azokat. Belseje is átalakult, az egyik legjelentősebb változtatás a folyamatos rádió-összeköttetés volt a Fehér Házzal. Lyndon B. Johnson elnök az eredeti tengerészkékről feketére fényeztette a karosszériát, mondván, az eredeti színről túl sok ember a merényletre asszociálnia. Az autót minden küldetése után újrafényezték. 1967-ig hivatalos elnöki limuzin maradt, utána lecserélték, de 1978-ig szolgálatban tartották, és kevésbé fontos feladatokra alkalmazták. Körülbelül 50 ezer mérföldet (~ 80467 km) tett meg a saját kerekein, és több mint egymillió mérföldet (~ 1609344 km) repült az egyes célállomások között. Visszavonultatása óta a Henry Ford Múzeumban látható.

## Fordítás
- Ez a szócikk részben vagy egészben  a   SS-100-X című angol Wikipédia-szócikk fordításán alapul.  Az eredeti cikk szerkesztőit annak laptörténete sorolja fel. Ez a jelzés csupán a megfogalmazás eredetét és a szerzői jogokat jelzi, nem szolgál a cikkben szereplő információk forrásmegjelöléseként.